# Lijst van Baarnaars
Deze lijst van Baarnaars betreft bekende personen die in de Nederlandse plaats Baarn zijn geboren en of gestorven.

In de lijst zijn alleen personen opgenomen waarover een pagina op Wikipedia bestaat.

## Geboren

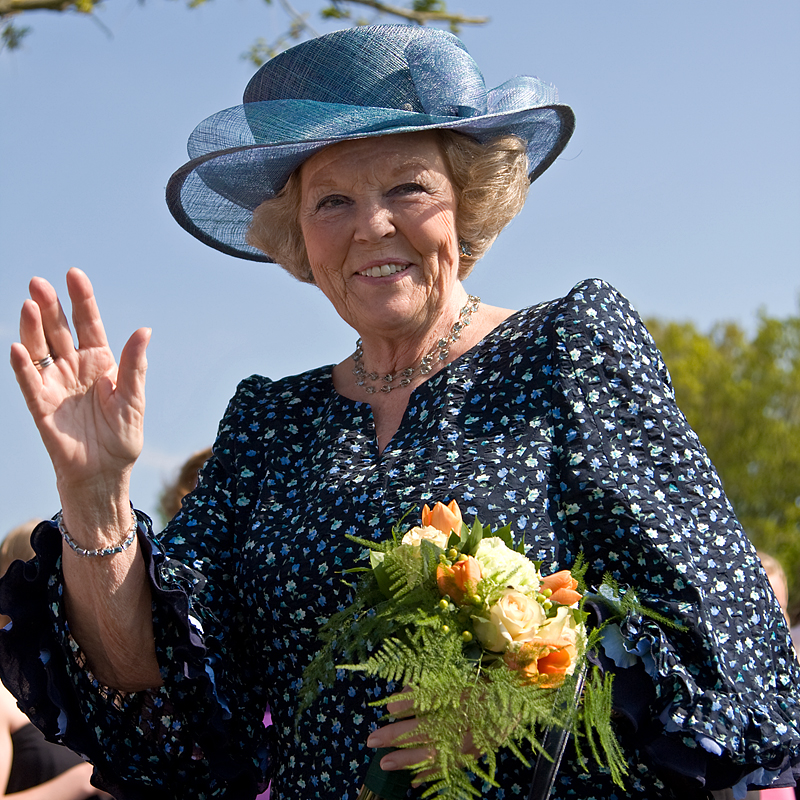
Prinses Beatrix

- Pieter Cornelis André de la Porte (1912-1944), militair
- Tiny van Asselt (1928), illustratrice en kunstschilder
- Sabine van Baaren (1960), zangeres
- Freek Bakker (1951), predikant
- Willem Balke (1933-2021), predikant en theoloog
- Han Baudet (1891-1921), wiskundige
- Henriette de Beaufort (1890-1982), geschiedkundige
- Willem Hendrik de Beaufort (1939), griffier
- Pieter Paul de Beaufort (1886-1953), burgemeester
- Plien van Bennekom (1971), cabaretière, presentatrice en actrice
- Sandra van Berkum (1968-2021), auteur, voice-over, nieuwslezer en kunsthistorica
- Coen Berrier (1979), componist en producer
- Christine de Boer (1983), cabaretière
- Barthold Hubert Boissevain (1890-1965), heraldicus
- Abraham Bos (1943), hoogleraar
- Jacob Brandjes (1922-2002), Engelandvaarder
- Willem de Brauw (1948), bestuurder
- Marinus Breebaart (1913 – 1993), Nederlandse architect
- Jan Broerze (1913-1992), kunstenaar
- Babette Calisch (1886), actrice, zangeres en violiste
- Albrecht Fredrik Calkoen (1913-1992), ambassadeur
- Cees den Daas (1935), televisieproducent en omroepbestuurder
- Jaap Sinninghe Damsté (1959), paleontoloog, hoogleraar
- Carel van Dapperen (1865-1945), kunstschilder
- Jan Hendrik van Dapperen (1821-1897), organist
- Chantal Demming (1978), actrice
- Manus van Diermen (1895), voetballer
- Conny van Diest (1954), triatlete
- Jacob van der Dussen (1763-1820), politicus
- Piet Esser (1914-2004), beeldhouwer
- Bob Fosko (1955-2020), acteur, programmamaker, entertainer
- Wim van Gelder (1947), politicus
- Jan van Ginkel (1917-1994), marathonloper
- Hans Gispen (1905-1968), ARP-politicus
- Jan van Gooswilligen (1935-2008), hockeyer
- Esmee de Graaf (1997), voetbalster
- Maria Jacoba Hartsen (1890-1972), lectrice en dichteres
- Aad van Hardeveld (1930-2017), atleet
- Kees van Hardeveld (1956-2017), waterpolocoach
- Anthony van der Helden (1838-1902), kunstschilder
- Edmée Hiemstra (1970), waterpoloster
- Ben Hoekendijk (1938-2020), evangelist en voorganger
- André Hoekstra (1962), voetballer
- Taco van den Honert (1899-1959), botanicus
- Ruby Huisman (1998), BMX'er.
- Wilco Jiskoot (1950), bankier
- Marleen Jochems (2000), hockeyster
- Herma de Jong (1956), hoedenontwerpster
- Carel de Jong (1941-2018), kunstschilder
- Herman van Keeken (1939-1995), zanger
- Bert Kinderdijk (1952), kunstenaar
- Carla Klein (1943), medailleur
- Hans Kloos (1960), schrijver
- Jaap Koops (1939-2016), dirigent
- Ridder van Kooten (1997), zanger en acteur
- Onno Kosters (1962), schrijver
- Anke Kranendonk (1959), actrice en schrijfster
- Elisa Willem Kuyper (1896), journalist
- Fred Lammers (1937), journalist, koningshuiskenner
- Henk Liotart (1943), voetballer
- Jacques Luske (1901-1944), burgemeester
- Martin Majoor (1960), grafisch ontwerper
- Ilse van der Meijden (1988), waterpoloster
- Danny van den Meiracker (1989), voetballer
- Hilmi Mihci (1976), voetballer
- Vincent Moes (1973), acteur
- Thomas Möhlmann (1975), dichter
- Albert Muis (1914-1988), kunstenaar
- Dustley Mulder (1985), voetballer
- Bert Natter (1968), schrijver
- Beatrix der Nederlanden (1938), prinses; koningin 1980-2013
- Christina der Nederlanden (1947-2019), prinses
- Irene der Nederlanden (1939), prinses
- Jeroen Noomen (1966), schaker
- Tineke de Nooij (1941), presentatrice
- Miep Nijburg (1920-2015), kunstenares
- Sylvia van Ommen (1978), illustratrice
- Lou Onvlee (1893-1986), zendeling, taalkundige
- Ernst Casimir van Oranje-Nassau (* 1822 †), lid Koninklijk Huis
- Jan Lodewijk Pierson jr. (1893-1979), japanoloog
- Bastiaan Plooij, (1890), architect
- Sander van der Poel (1986), stemacteur
- Marita van der Poest Clement (1928), kunstenares
- Nicolas van Poucke (1992), pianist
- John Propitius (1953), componist
- Martin van Rhee (1976), biljarter
- Frits Röell (1903-1984), burgemeester
- Sharon van Rouwendaal (1993), zwemster
- Jaap de Ruig (1909-1992), beeldend kunstenaar
- Marlayne Sahupala (1971), zangeres, presentatrice
- Jos Schipper (1951), wielrenner
- Bram Schuijff (1927-2017), Amerikaans hoogleraar
- Peter Schuyff (1958), kunstenaar
- Ernst Sillem (1923-2020), Engelandvaarder
- Nomi Stomphorst (1992), waterpolospeelster
- Jo Strumphler (1877/78-1938), kunstschilderes
- Cornelis Sweris (1877-1942), architect
- Marc van Uchelen (1970-2013), acteur, producent
- Cor Veenstra (1889-1964), kunstenaar
- Willem Veldhuijzen (1814-1873), schilder, kopiist
- Sophie Veldhuizen (1983), actrice en zangeres
- Harald de Vlaming (1954-2023), zeiler
- Tuffie Vos (1964), stemactrice
- Kees Waagmeester (1947), journalist
- Yorick van Wageningen (1964), acteur
- Diederik van Weel (1973), hockeyinternational
- Jeffrey Willems (1969-2022), radio-dj
- Czeslaw de Wijs (1969), acteur
- Eduard Zeiler (1880-1926), plantagedirecteur en politicus in Suriname
- Hendrik Zeiler (1884-1941), plantageadministrateur

## Overleden

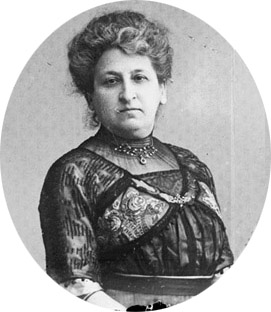
Aletta Jacobs

- Gerhard Aalders (1914-1987), classicus
- Leo Albering (1904-1972), schrijver en politicus
- Ben Asscher (1925-2008), jurist
- Wolter Bakker (1888-1970), architect
- Lodewijk Becht (1837-1918), fabrikant
- Daniel Been (1885-1967), kunstschilder
- Fried Berning (1893-1962), architect
- Willem Bos (1893-1960), burgemeester
- Frederik Bosch van Drakestein (1799-1866), politicus
- Gertrude Büringh Boekhoudt (1893-1982), lerares
- Estella den Boer (1912-2010), kunstenares
- Joannes Boldoot (1850-1898), eau-de-colognefabrikant
- Bob Bouma (1929-2009), televisiepresentator
- Henk Bouwman (1926-1995), hockeyer
- Henriëtte van den Brandeler (1884-1985), componiste
- Engelbert Nicolaas de Brauw (1849-1919), Nederlands advocaat
- Hans Bronkhorst (1922-2007), redacteur, journalist, schrijver en vertaler
- Edmond de Cneudt (1905-1987), textielkunstenaar
- Joop Colson (1901-1966), fotograaf
- Glenn Corneille (1970-2005), pianist
- Jeanette van Dijck (1925-2009), operasopraan
- Johannes Dyserinck (1835-1912), predikant en letterkundige
- Dick Dooijes (1909-1998), letterontwerper en typograaf
- Koos van Doorne (1908-1984), dichter
- Nel Duval (1924-1984), sopraan
- Carl Engelen (1835-1926), burgemeester
- Henricus Eskelhoff Gravemeijer (1878-1967), predikant en politicus
- Peter Ester (1953-2022), socioloog en politicus
- Cees van der Feer Ladèr (1886-1951), kunsthandelaar
- Arend Anne van der Feltz (1862-1940), jurist
- Jim Frater (1887-1969), kunstschilder
- Louise Fritzlin (1870-1953), kunstschilderes
- Karel van Gorkom (1835-1910), wetenschapper
- Walter Goverde (1954-2021), auteur, regisseur, scenarist
- Sytze Greidanus (1843-1914), hofarts
- Adrianus van der Grient (1858-1941), fotograaf
- Cornelius Hubertus Carolus Grinwis (1831-1899), wis- en natuurkundige
- Willemijn van Gurp (1918-2021), koerierster voor het verzet tijdens de Tweede Wereldoorlog
- Nico Haak (1939-1990), zanger
- Kees de Haas (1930-2021), econoom, maritiem historicus
- Willem Hendrik Haasse (1889-1955), schrijver
- Joost Adriaan van Hamel (1880-1964), jurist
- Pieter Johannes Hamer (1812-1887), architect
- Louis Hasseleij Kirchner (1850-1935), amateurfotograaf
- Wim Hazeu (1940-2024), biograaf, auteur
- Wilhelm Hellweg (1939-2024), musicus en producer
- Guillaume Hesse (1898-1968), cellist
- Wim Hoogendoorn (1927-1982), verslaggever
- Willem van Iependaal (1891-1970), schrijver
- Aletta Jacobs (1854-1929), arts en feministe
- Johan Willem Kaiser (1897-1960), schrijver
- Johan Philip van der Kellen (1831-1906), graveur en kunsthistoricus.
- Louise Kerling, (1900-1985), fytopatholoog
- Arie Kleijwegt (1921-2001), journalist en presentator
- Martinus Kosters (1872-1951), fotograaf
- Hans Kuiper (1914-2011), wetenschapper
- Christiaan Dirk Laan (1787-1850), burgemeester
- Jeanne Henriette Gertrude Landré (1886-1970), secretaris van de Hoge Raad van Adel
- Otto Landsberg (1869-1957), politicus
- Fien de Leeuw-Mertens (1927-2003), burgemeester
- Bart Leijnse (1925-2017), biochemicus en hoogleraar
- Willem Leliman (1878-1921), architect
- Jos Lindeboom (1906-1972), burgemeester
- Leonard van Loenen (1842-1907), pianist
- Else Lohmann (1897-1984), kunstschilderes
- Willem van Loon (1794-1847), politicus
- Max Marchand (1888-1957), schaker
- Marjan Margadant-van Arcken (1945-2025), bijzonder hoogleraar
- Carel Adriaan Jan Meijer (1864-1927), officier
- Arnold Molenaar (1904-1981), illustrator
- Frans Mijnssen (1872-1954), toneelschrijver
- Constantijn Muysken (1843-1922), architect
- Leo Nelissen (1921-2013), presentator, redacteur
- Laurens op ten Noort, luitenant-ter-zee
- Joes Odufré (1925-2004), regisseur
- Jan Oosterhoff (1930-2010), ARP-politicus
- Paul Ovink (1943-2020), grafisch kunstenaar en schilder
- Jack Patijn (1939-2019), politicus
- Jan Lodewijk Pierson sr. (1854-1944), bankier
- Teunis Pluim (1864-1931), (geschied)schrijver
- Willemine Polenaar (1884-1985), kunstenares
- Gerard Pontier (1888-1976), Nederlands predikant
- Marianne van Raamsdonk (1919-2003), verzetsstrijdster
- Jan Marie Ravesloot (1907-1985), CHU-politicus
- Martinus Reeder (1802-1879), kunstenaar
- Gerlach Cornelis Joannes van Reenen (1884-1973), burgemeester
- Reind van de Riet (1939-2008), computerwetenschapper
- Ivo Rinkel (1920-2000), tennisser
- Johann Gottfried Robbers (1881-1943), architect
- Eric Roest (1921-2015), admiraal
- Rien de Roller (1925-1983), beeldend kunstenaar
- Pieter van Romburgh (1855-1945), hoogleraar
- Bauke Roolvink (1912-1979), politicus
- Albert de Roos (1900-1978), PvdA-politicus
- Corrie de Roos-Oudegeest (1899-1998), PvdA-politica
- Jacob Rotgans (1859-1948), hoogleraar en chirurg
- Gertrude Rutgers van Rozenburg (1800-1859), schilder, aquarellist en kopiist
- Bea Schwarz (1898-1969), hoogleraar
- Alphert Schimmelpenninck van der Oye (1880-1943), sportbestuurder
- Francis David Schimmelpenninck (1854-1924), politicus
- Cees Schrama (1936-2019), (jazz)musicus, producer en radiopresentator
- Cuno van den Steene (1909-1971), beeldend kunstenaar
- Albertine Steenhoff-Smulders 1871-1931), schrijfster
- Suzanne Steigenga-Kouwe (1920-2017), politica
- Dingeman van der Stoep (1906-1997), schrijver en uitgever
- Frans Stracké (1820-1898), beeldend kunstenaar
- Louis Stracké (1856-1934), kunstschilder
- Sara Stracké-van Bosse (1837-1922), beeldhouwster en kunstschilderes
- Julie Stroink-Cords (1890-1962), tennisspeelster
- Armand Louis Jean Sunier (1886-1974), bioloog
- Pieter Jacob Teding van Berkhout (1847-1885), burgemeester
- Jan Jacob Thomson (1882-1961), predikant en letterkundige
- Piet Verburg (1905-1989), verzetsstrijder en hoogleraar
- Marie Paul Voûte (1882-1955), kunstverzamelaar
- Cora Vreede-de Stuers (1909-2002), antropologe
- Gerrit Jacob de Vries (1905-1990), classicus
- Willem Karel Marie Vrolik (1841-1904), politicus
- Nicolaas Vroom (1915-1995), kunsthistoricus
- Chris Walder (1900-1997), voetballer en voorganger van de Apostolische gemeente
- Thilly Weissenborn (1889-1964), fotografe
- Ilse Wessel (1929-2014), radio- en televisiepresentatrice bij de AVRO
- Johanna Westerdijk (1883-1961), botanicus
- Aart van der Wijck (1840-1914), diplomaat en senator
- Bernard Wijkamp (1879-1951), SDAP-politicus
- Louise Wijnaendts (1845-1890), feministe
- John Wijsmuller (1876-1923), reder
- Augusta de Wit (1864-1939), romanschrijfster
- Jules Henri Wttewaall van Stoetwegen (1868-1953), burgemeester
- Guy Zweerts (1876-1955), voetballer